# Antonios
Antonios (altgriechisch Αντώνιος) ist ein männlicher Vorname. Es ist die griechische Form des eigentlich lateinischen Namens Antonius. Der Name wurde in den griechischsprachigen Gebieten des römischen Imperiums während der Herrschaft des Triumvirn Marcus Antonius populär.

## Bekannte Namensträger
- Antonios (Patriarch) (1927–2022), dritter Patriarch der Eritreisch-Orthodoxen Tewahedo-Kirche
- Antonios Diogenes, griechischer Romanautor
- Antonios Thallos (1. Jahrhundert v. Chr.), Epigrammatiker aus Milet
- Antonios von Argos, Epigrammatiker
- Antonios der Große (um 251–356), Begründer des eremitischen Mönchstums
- Antonios (Hagiograph) (5. Jahrhundert), Verfasser einer Biographie des Symeon Stylites
- Antonios Chozibites (6. Jahrhundert), Verfasser einer Vita des Heiligen Georgios Kypros
- Antonios I. von Konstantinopel, Patriarch von Konstantinopel 821–836
- Antonios II. Kauleas, Patriarch von Konstantinopel 893–901
- Antonios IV. († 1397), Patriarch von Konstantinopel